# Шоу Фреда
Шоу Фреда (англ. Fred: The Show) — псевдодокументальный комедийный сериал, транслирующийся на канале Nickelodeon с 20 февраля 2012 года. В России стал транслироваться с ноября 2012 года. В августе 2012 года был отменён из-за низких рейтингов и плохих отзывов о сериале.

## Аннотация
Фред Фигглхорн — 16-летний подросток, который постоянно попадает в различные передряги. У Фреда есть подруга Берта, которая придёт ему на помощь.
| Персонаж          | Сезон | Актёр          |
| ----------------- | ----- | -------------- |
| Фред Фигглхорн    | 1     | Лукас Крукшенк |
| Кевин Дауг        | 1     | Джейк Уэри     |
| Берта             | 1     | Даниэлла Моне  |
| Хильда Фигглхорн  | 1     | Шивон Фэллон   |
| Старр             | 1     | Рэйчел Кроу    |
| Лучший друг Фреда | 1     | Райан Поттер   |

## Главные герои

### Персонаж
- Фред Фигглхорн — главный персонаж сериала. Фред проводит часть своей жизни в воображении. Он не популярен в школе, кроме того, не может длительно концентрировать внимание и легко отвлекается.
- Кевин — враг Фреда. Кевин относится ко всем плохо. Даже если он берёт верх над другими, кажется что некоторые люди видят его в негативном свете.
- Хильда Фигглхорн — мама Фреда, хороший человек и очень любит Фреда.
- Берта (Даниэлла Моне)- лучшая подруга Фреда 16-летняя девушка, циничная и саркастичная.
- Старр — другая лучшая подруга Фреда. Популярная певица. Она заботливый друг для Фреда.
- Лучший друг Фреда (Райан Поттер) — друг Фреда. Он появляется в сериях «Лучшие друзья навсегда» и «Фред и вся ночь».
- Мама Кевина (Стефани Кортни) — мама Кевина. Она весёлая и счастливая мама. Она хочет чтобы Фред и Кевин были друзьями.
- Холли (Грейси Дзинни) — девушка Фреда. Которая поцеловала Фреда в серии «Битва за литл Фигглхорн».
- Дизель (Карлос Найт) — друг Кевина.
- Элоис (Тесса Неттинг) — подруга Фреда. Появляется в сериях «Репетитор» и «Нет Гамлета».
- Николетт (Кейт Брошу) — бывшая девушка Фреда.
- Стив (Шэйн Топп) — говорящая печенюха.
- Шэгги (Диллон Лэйн) — друг Фреда.

## Русскийдубляж
Роли дублировали: Дмитрий Сова, Андрей Фединчик, Екатерина Буцкая, Матвей Николаев, Алина Проценко, Марина Локтионова, Екатерина Брайковская, Александр Погребняк и другие.
- Переводчик — Максим Ильин
- Режиссёр дубляжа — Олег Головко
- Звукорежиссёры — Феликс Трескунов, Геннадий Алексеев
- Производство русской версии — SDI Media Ukraine

## Эпизоды

### 1 сезон
У Фреда Фигглхорна что ни день, то новое приключение. И ни одно из них не обходится без путаницы и нелепых происшествий. Хорошо, что его подруга Берта выручит, когда всё вокруг идет кувырком. Неважно, что делает Фред, нянчится с престарелой бабушкой или соперничает со своим врагом Кевином, он умудрится перевернуть любое дело с ног на голову!
| Номер | Дата показа рф  | Название                   | Сюжет |
| ----- | --------------- | -------------------------- | --- |
| 1     | 12 ноября 2012  | Любовное зелье             | Фред влюбляется в девушку по имени Николетт. Он хочет чтобы она в него влюбилась и делает любовное зелье. |
| 2-3   | 19 ноября 2012  | Злой Фред                  | Часть 1: Фред узнаёт, что он делал пакости, он выдумывает Злого Фреда. Затем, настоящий Фред думает, что он делал пакости. Часть 2: Фред узнаёт, что пакости делал Кевин. Фред хочет доказать это.                                                   |
| 4     | 26 ноября 2012  | Фред подросток Ситтера     | К Фреду приходит Кевин. После, Фред заботится о нём. |
| 5     | ТВА             | Испорченная корова         | Фред выпивает испорченное молоко и из-за этого к нему должна прийти в 6 часов Испорченная корова. Фреда к этому моменту тренирует Стив. |
| 6     | 3 декабря 2012  | Фред водитель              | Фред узнаёт, что у Кевина скоро будут права. Он тоже хочет водить как Кевин. |
| 7     | 10 декабря 2012 | Лимонный Фред              | Фред хочет иметь скутер Эко Сталайкт 500, и он создаёт ресторан, чтобы получить деньги. |
| 8     | ТВА             | Фред и страшное кино       | Фред влюбился в Холли, и хочет взять у Кевина DVD. |
| 9     | 17 декабря 2012 | Лучшие друзья навсегда     | Фред узнаёт, что когда Фред и Кевин были маленькими — они были друзьями. После чего, они снова начинают дружить. |
| 10    | 12 февраля 2013 | Семь степей бэкона Кевина  | Кевин спотыкается из-за шара с пудингом Фреда. Фред начинает заботиться о нём. |
| 11    | 19 февраля 2013 | Шпионский день репетитора  | Фред проваливает тест по алгебре и к нему приходит репетитор Элоис. Фред уверен, что Элоис — шпион и хочет доказать это. |
| 12-13 | 26 февраля 2013 | Выбор класса               | Часть 1: Фред знакомится со Старр. Он узнаёт, что она и Кевин хотят быть президентами класса. Фред тоже принял участие с ними. Часть 2: Фред и Кевин обнаруживают на себе странные футболки. Они знают, что Старр жульничает и хотят разоблачить её. |
| 14    | 3 марта 2013    | Фред и вся ночь            | Фред узнаёт, что в понедельник будет тест по истории. Он пытается подготовиться к тесту, но запоминает только марсиан, Америку и Луну. |
| 15    | ТВА             | Ультра мама                | К Фреду приходит Ультра-мама и она хочет следить за Фредом и его настоящей мамой. |
| 16    | 10 марта 2013   | Детская мука               | В школе Фреду дают муку. Он со Старр начинает воспитывать муку и дает ей имя]Фрарр (это имя пары: Фред + Старр). |
| 17    | 17 марта 2013   | Нет Камлена                | В школе Фреда пропадает хомячок Камлен и он находит подозреваемых, это — Элоис, Дизель, Берта и Кевин. Фред хочет узнать кто из них убийца. |
| 18    | 24 марта 2013   | Фред против литл Фигглхорн | Фред узнаёт, что он переезжает на Аляску в субботу. Он выполняет в пятницу незавершённые дела — целует Холли и дурачится над Кевином. |
| 19    | 31 марта 2013   | Фред заводит питомца       | Фреду становится скучно. Он находит и заводит муху, а затем и называет её Флаппер. |
| 20    | 7 апреля 2013   | Посетитель от бабушки      | К Фреду приходит его бабушка и пропадает. После чего, Фред одевается в неё, чтобы доказать, что её нет. |
| 21    | ТВА             | Дух 90 годов               | |
| 22    | 14 апреля 2013  | Фред попадает в ловушку    | |
| 23-24 | 21 апреля 2013  | Фред и Фигглхорны          | Часть 1: Часть 2: |